# والهاوزن (راینلاند-فالتس)
والهاوزن (به آلمانی: Wallhausen) یک شهر در آلمان است که در باد کرویتسناخ واقع شده‌است. والهاوزن ۱٬۶۰۹ نفر جمعیت دارد.